# Gregorio Marañón y Bertrán de Lis
Gregorio Marañón y Bertrán de Lis, ii marquès de Marañón (Madrid, 1942) és un advocat, empresari i acadèmic espanyol.

## Antecedents familiars

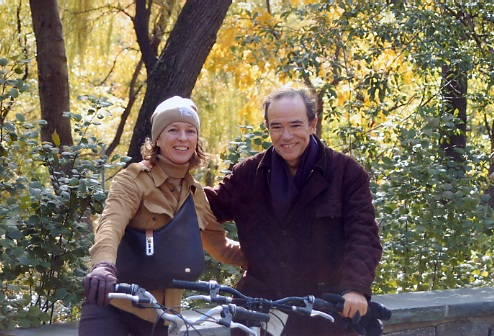
Els marquesos de Marañón al Cigarral de Menores de Toledo.

El seu avi va ser el metge, historiador i humanista liberal Gregorio Marañón Posadillo. El seu pare, Gregorio Marañón Moya, va ser advocat, ambaixador i polític, a qui Joan Carles I va atorgar el títol nobiliari de marquès de Marañón, amb Grandesa d'Espanya, en memòria del seu pare. La seva mare, Patricia Bertrán de Lis y Pidal, filla del marquès de Bondat Real, gran d'Espanya, era descendent d'una estirp de banquers liberals del segle xix que va entroncar amb la família real espanyola, i també neboda carnal de Santa Maravillas de Jesús. Té un germà, Álvaro Marañón Bertrán de Lis, VII comte de Retamoso.

## Estudis i família
Format en el col·legi Santa María de los Rosales, es va llicenciar en dret per la Universitat Complutense de Madrid. Va ampliar estudis als Estats Units i va cursar posteriorment el Programa d'Alta Direcció de l'IESE. En la seva etapa universitària, va dirigir la revista Libra –en el consell de la qual de redacció figuraven el periodista Juan Luis Cebrián i els futurs ministres Maravall, Pérez-Llorca, Ortega Díaz-Ambrona i Gámir. Va pertànyer a l'executiva de la Unió de Joves Demòcrata-Cristians i va ser un dels fundadors de Cuadernos para el Diálogo. Va militar en el Partit Demòcrata Cristià.
Està casat amb Pilar Solís-Beaumont y Martínez-Campos, filla dels marquesos de Motilla.

## Activitat política i professional
Durant la transició va pertànyer al col·lectiu Tácito i va contribuir a la constitució de la Unió de Centre Democràtic (UCD) amb el seu amic i mentor polític, Fernando Álvarez de Miranda. A la seva casa es va acordar la incorporació dels sectors demòcratacristians i socialdemòcrates al partit liderat per Adolfo Suárez. Per raons professionals, va refusar concórrer per aquest partit en les llistes al Senat en les primeres eleccions democràtiques.
El 1967 va fundar, amb Óscar Alzaga, un dels primers despatxos col·lectius d'advocats espanyols que més tard es va transformar en Iberforo. Va ser director general del Banc Urquijo i president de BANIF. Vinculat al Grup PRISA des dels seus orígens, és membre del seu consell d'administració i de la seva comissió executiva, i és conseller d'alguna de les seves principals filials i patró de la Fundació Santillana. Ha estat també conseller del BBVA i patró de la seva fundació. És president de Logista, Roche Farma i Universal Music; conseller de Viscofan i Altadis; president del consell assessor de Spencer & Stuart i membre del consell assessor de Vodafone, entre d'altres societats.